# Йонас Крюкяліс
Йонас Крюкяліс (лит. Jonas Kriukelis; 21 грудня 1927, с. Робляй, нині Рокишкіський район, Литва — 11 січня 1985, Вільнюс) — литовський інженер та архітектор, лауреат Державної премії Литовської РСР (1973).

## Біографія
У 1951 році закінчив Каунаський політехнічний інститут (нині Каунаський технологічний університет), навчався на кафедрі архітектурного проектування. У 1953-1972 роках працював архітектором в Інституті проектування міського будівництва у Вільнюсі, в 1960-1972 роках займав посаду головного архітектора проектів. У 1972-1980 роках — архітектор Інституту консервації пам'яток.

## Проекти

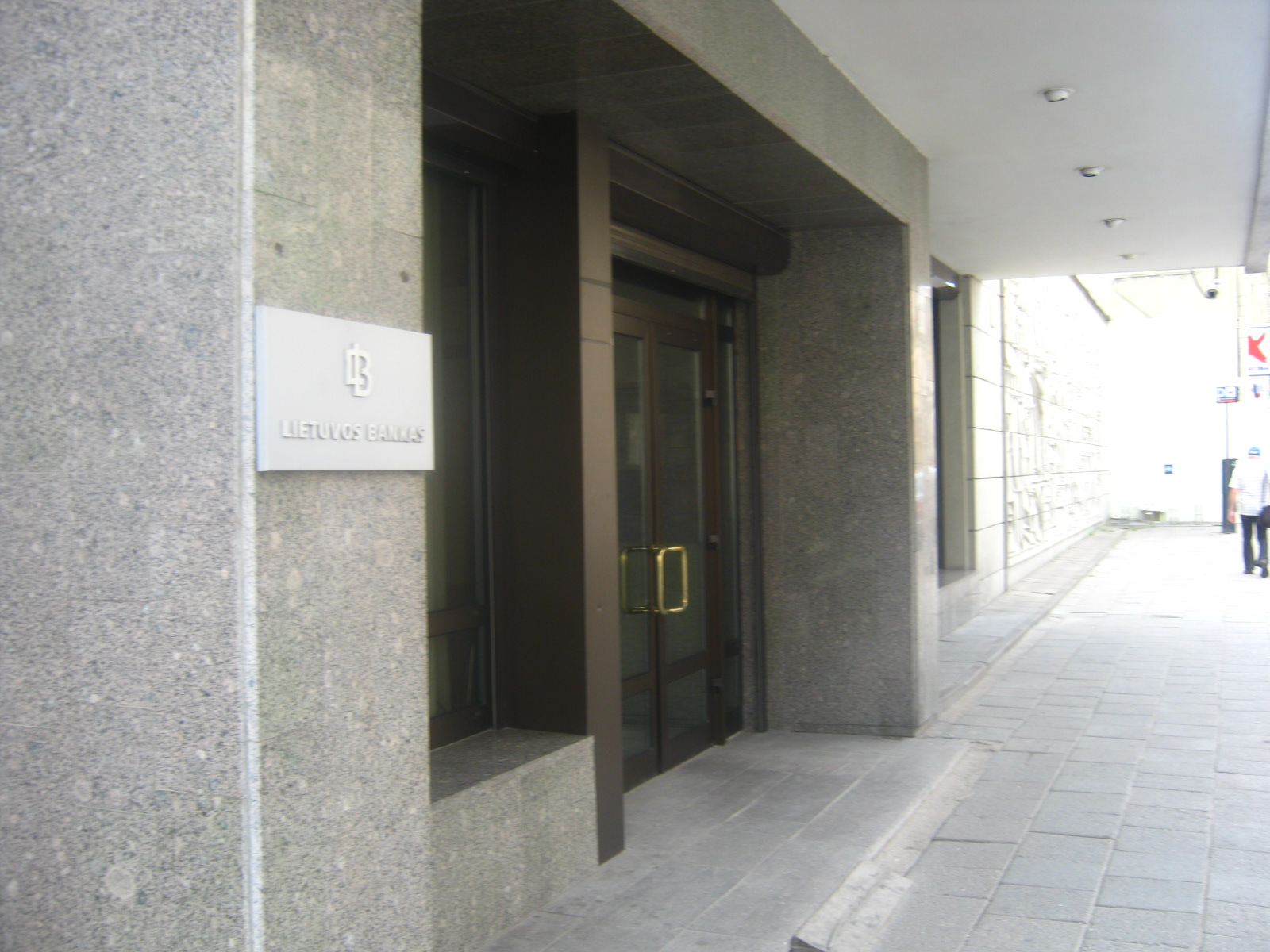
Вхід до прибудови Банку Литви

- Інтер'єр дитячого кафе «Нікштукас» у Вільнюсі (спільно з Зігмантасом Ляндзбергісом, 1964, не зберігся)
- Прибудова Банку Литви (нині Lietuvos žemės ūkio bankas, 1966) на вулиці Тоторю — один ранніх прикладів функціоналізму в оточенні історичної забудови, з чіткими геометричними формами і відмовою від характерної для архітектури банків репрезентативності та від взаємодії з навколишнім середовищем[2]
- Житловий будинок на вулиці Й. Басанавічяуса (1966, спільно з Едуардасом Хломаускасом)
- Палац спорту (1971; спільно з Едуардасом Хломаускасом і з Зігмантасом Ляндзбергісом; Державна премія Литовської РСР, 1973)
- Комплекс прибудов Вільнюського педагогічного інституту (1978, спільно з Йонасом Анушкявічюсом).
- Житловий будинок з торговими приміщеннями (кулінарний магазин, кафе „Gabija“ на вулиці Лігонінес (1980)

### Проекти реставрації пам'яток архітектури
- Ансамбль Вільнюського університету (1968-1979, спільно з групою авторів)
- Південна вежа Верхнього замку (1978)
- Адміністративні будівлі Литовського товариства глухих на вулиці Швянто Казимеро (1982).
- Бібліотека Вільнюського університету і дві вежі астрономічної обсерваторії Вільнюського університету (1984, спільно з архітектором Антанасом Гвільдісом).